# Gentiobiosa
La gentiobiosa o genciobiosa es un disacárido compuesto por dos unidades de D-glucosa unidas a través de un enlace glicosídico β(1->6).  Es un sólido blanco y cristalino soluble en agua o en agua caliente.
La gentiobiosa forma parte de la estructura de la crocina, el compuesto que le brinda su color al azafrán. Se encuentra también formando parte de la estructura de la amigdalina que se halla en las almendras amargas, y en las semillas de muchas frutas con hueso o carozo, como melocotones o duraznos.